# Distrito de Belén (Sucre)
El distrito de Belén es uno de los once distritos que conforman la provincia de Sucre, ubicada en el departamento de Ayacucho, en el Perú.

## Historia
El distrito fue creado mediante Ley No.15231 del 23 de noviembre de 1964. Su capital es el centro poblado de Belén.

## División administrativa

### Centros poblados
- Urbanos
  - Belén, con 506 hab.
- Rurales

### Alcaldes
- Elías Cárdenas Pérez

## Festividades
- Diciembre